# Peix llop
El peix llop (Anarhichas lupus) és una espècie de peix de la família dels anaricàdids i de l'ordre dels perciformes. La seva carn té un sabor semblant a la de la llagosta i es comercialitza fresc i congelat per a ésser menjat cuit al vapor, fregit, rostit, bullit, al forn o al forn microones.
Segons la FAO, la captura total d'aquesta espècie per a l'any 1999 fou de 39.591 tones i els països amb les majors captures foren Rússia amb 23.794 t i Islàndia amb 13.804.

## Morfologia
Fa 150 cm de llargària màxima i 23,6 kg de pes. Sol ésser de color verd grisenc gairebé negre o marró vermellós amb 10-15 franges tranversals i fosques, les quals s'estenen fins a l'aleta dorsal. Cap gros i amb el musell rom. Dents maxil·lars molt fortes: semblants a les canines a la part davantera i arrodonides i, freqüentment, força desgastades al darrere (cal manipular-lo amb precaució perquè la seua mossegada pot ocasionar lesions greus). Aleta caudal més aviat arrodonida i amb 22-26 radis, pectorals molt grans i pelvianes absents. L'aleta anal fa la meitat de la mida de la dorsal. Sense línia lateral. Dimorfisme sexual: les femelles presenten una part inferior de color blanc brut, mentre que els mascles tenen un patró clapat.

## Ecologia
És un peix marí, demersal (entre 1-600 m de fondària, normalment entre 18 i 110), oceanòdrom i de clima temperat (79°N-37°N, 75°W-56°E), el qual viu als fons rocallosos (de vegades també sorrencs o fangosos) de l'Atlàntic nord-oriental (des de Spitsbergen fins a la mar Blanca, les costes d'Escandinàvia, la mar del Nord, les illes Britàniques, les illes Fèroe, Islàndia i el sud-est de Groenlàndia), de l'Atlàntic nord-occidental (des del sud de la península del Labrador, Nova Brunswick, Nova Escòcia, l'illa del Príncep Eduard i el Quebec fins a l'oest de Groenlàndia, Cap Cod -Massachusetts-, Rhode Island i, rarament, Nova Jersey), de la mar Bàltica (incloent-hi Bornholm i Rügen), de la mar Cantàbrica i de la Mediterrània nord-occidental (com ara, el golf de Gènova).
Menja peixos, mol·luscs de closca dura, crancs, llagostes, eriçons de mar i d'altres equinoderms. Sembla que té un període de baixa ingesta d'aliment a l'hivern (durant l'època de reproducció i de reemplaçament de les dents) seguit per un altre de recuperació a la primavera.
És depredat pel merlà (Merlangius merlangus) i la lluerna verda (Chelidonichthys gurnardus).
És inofensiu per als humans, de costums solitaris. i la seua longevitat és de 22 anys.
La còpula té lloc durant un període de 3-6 hores, la fertilització és interna i la femella allibera els ous 7-15 hores després de l'aparellament. Els ous (grans i arribant als 6,5 mm de diàmetre) són dipositats en masses esfèriques entre el juliol i el febrer (del maig a l'agost a la mar Blanca), les larves naixen entre el gener i el juliol, i romanen pelàgiques mentre no fan entre 5-6 cm de llargada (a finals de la tardor).

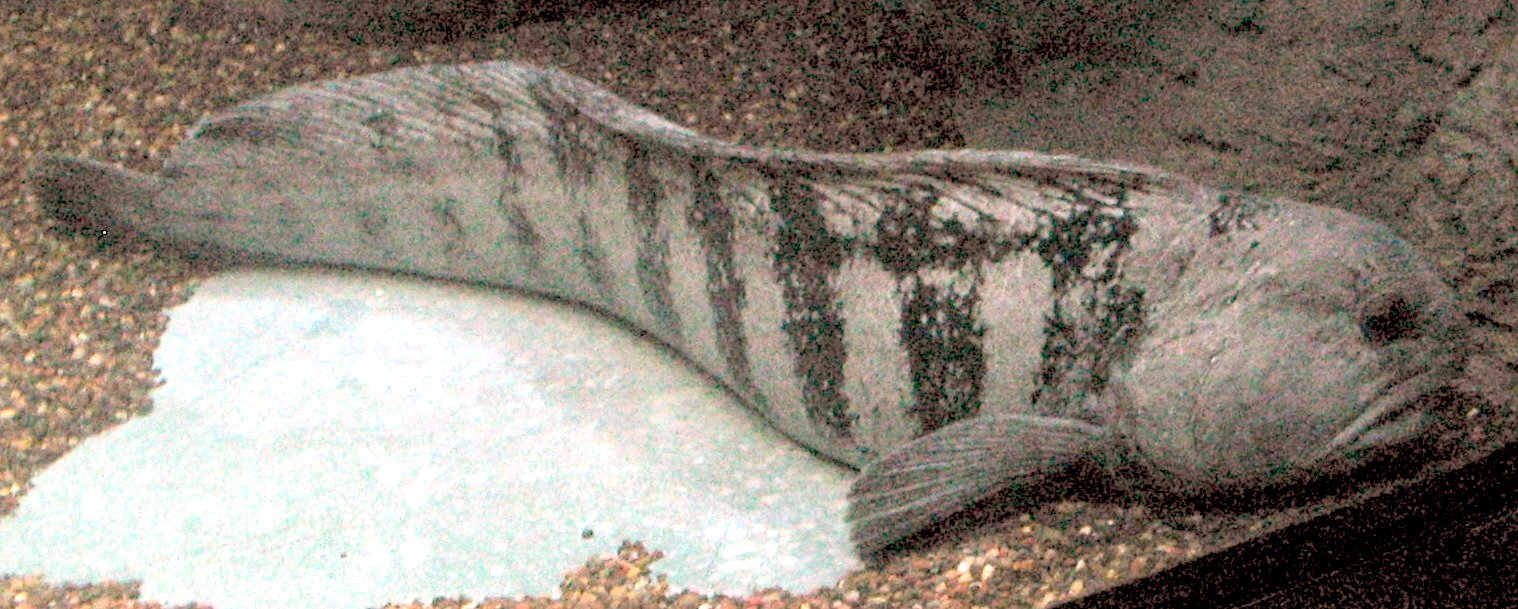
Exemplar de l'aquàrium Shedd, de Chicago
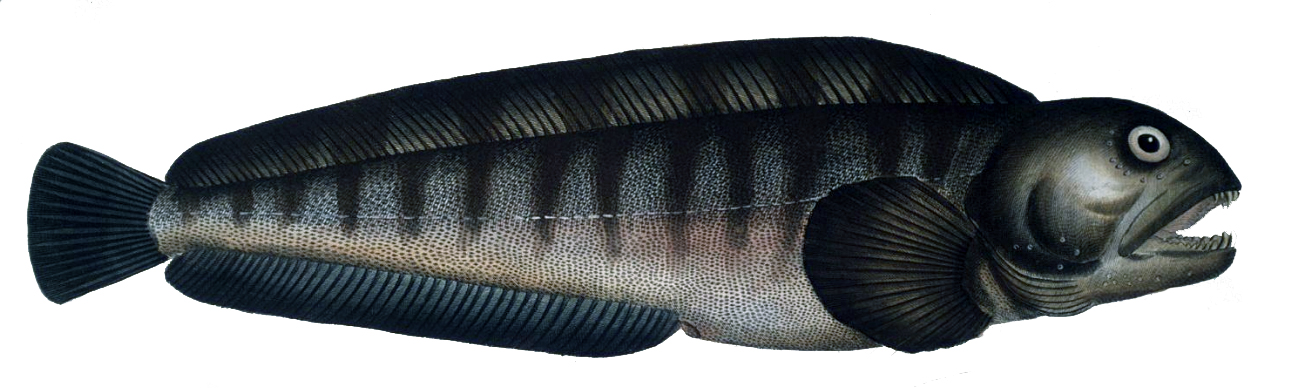
Il·lustració (circa 1795-1797)
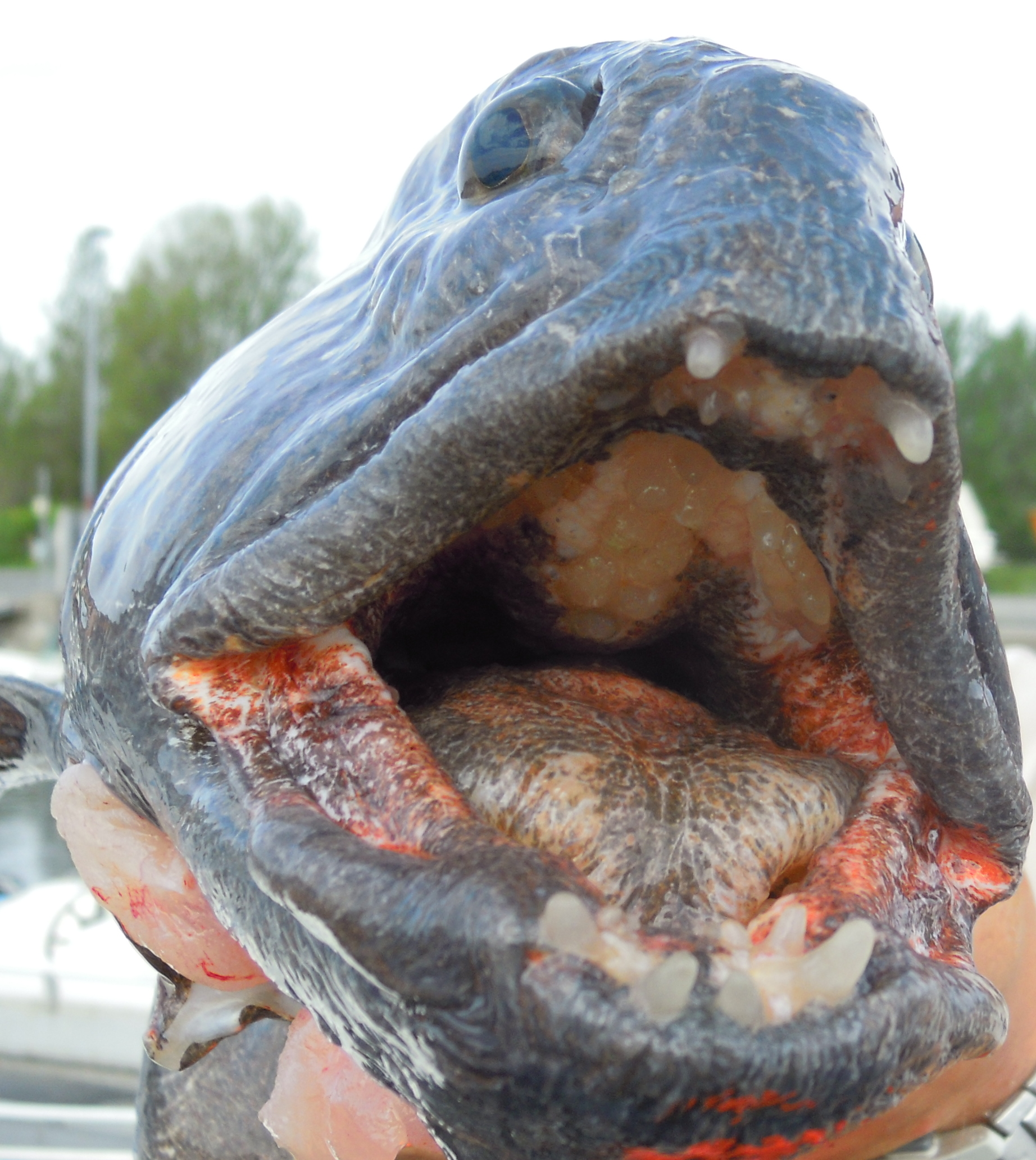
Detall de l'interior de la boca
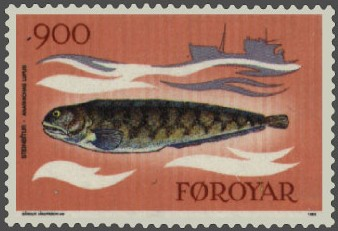
Segell de les illes Fèroe del 1983
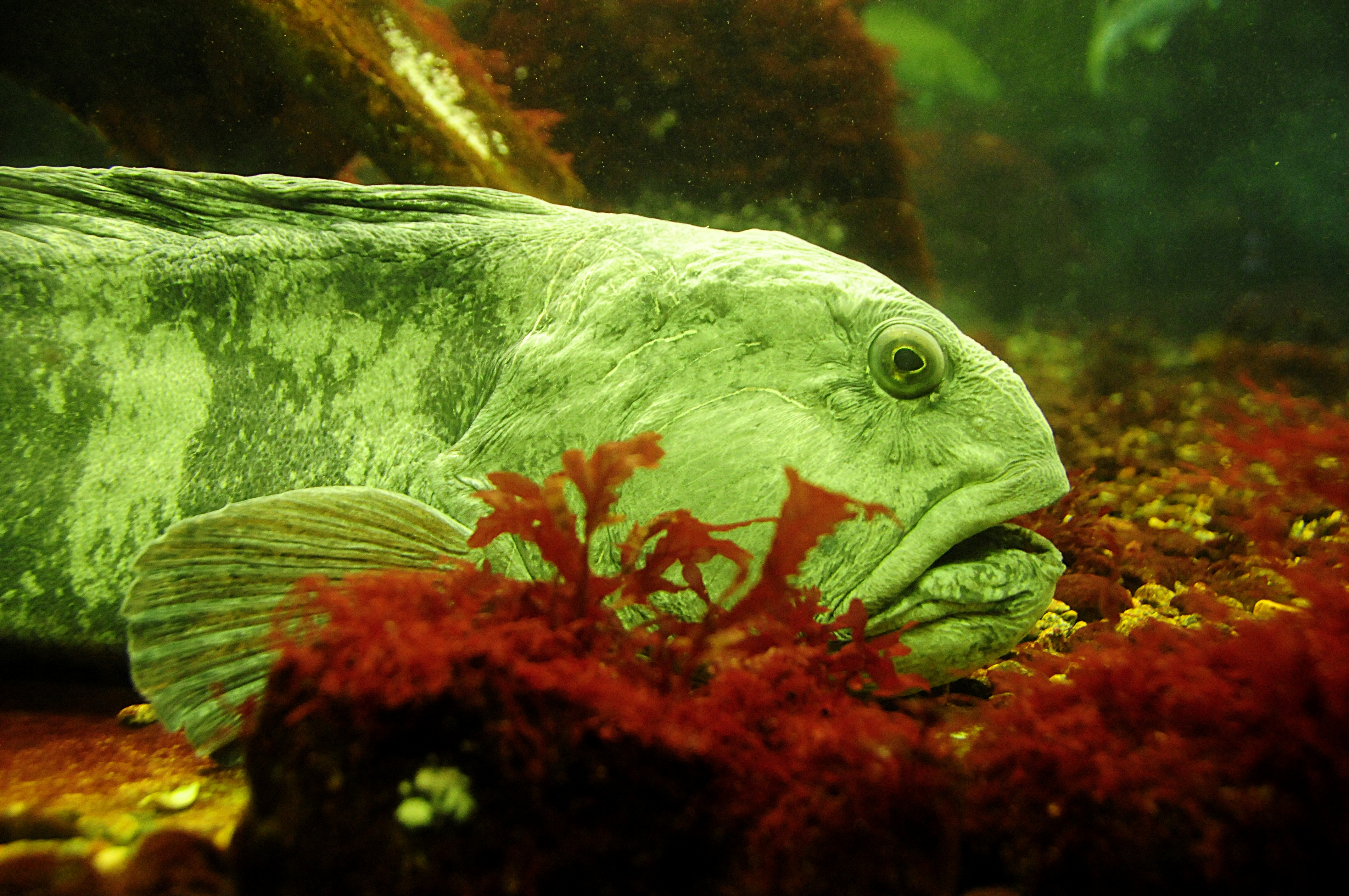
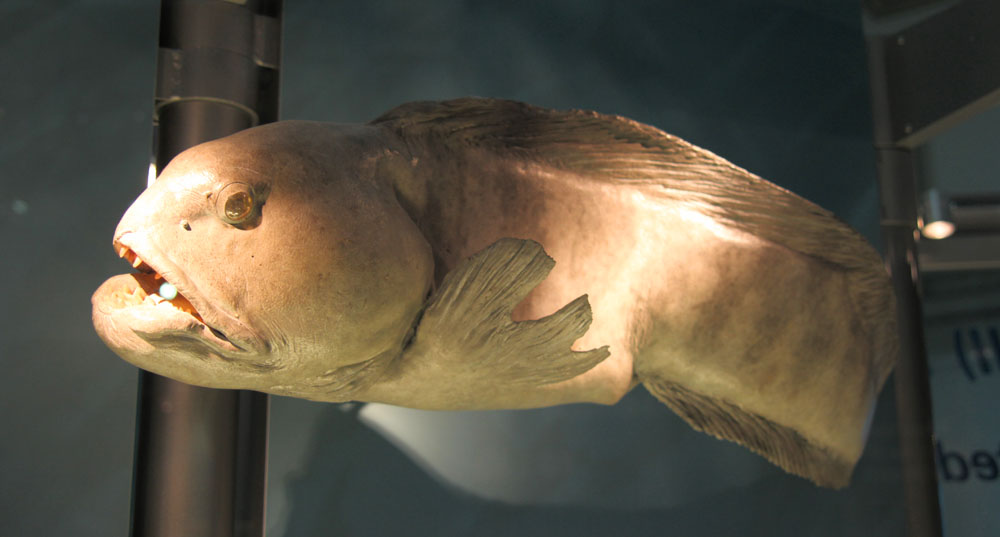
Model d'un peix llop al Museu d'Història Natural de Washington D.C.
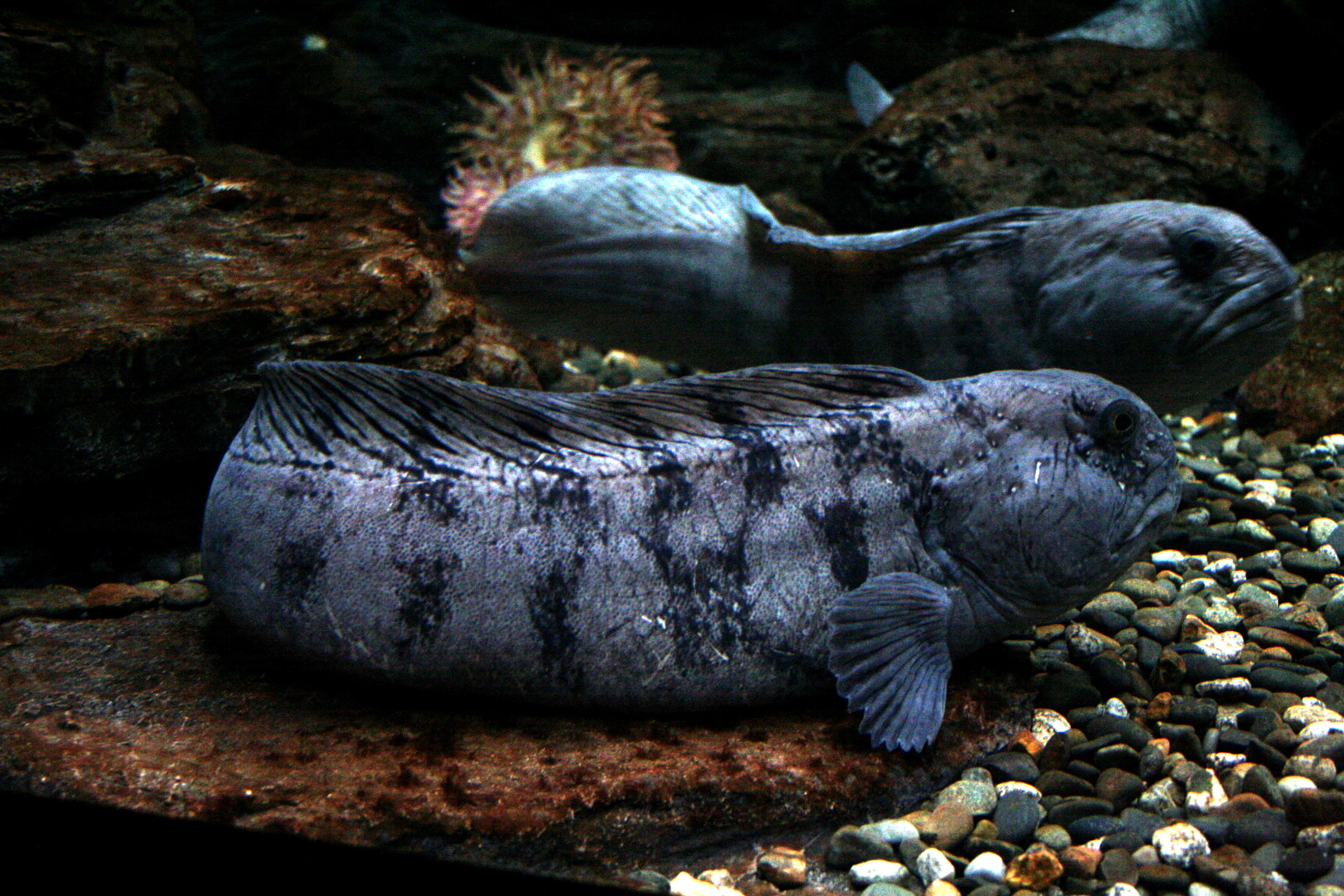
Dos exemplars a Océanopolis, a Brest
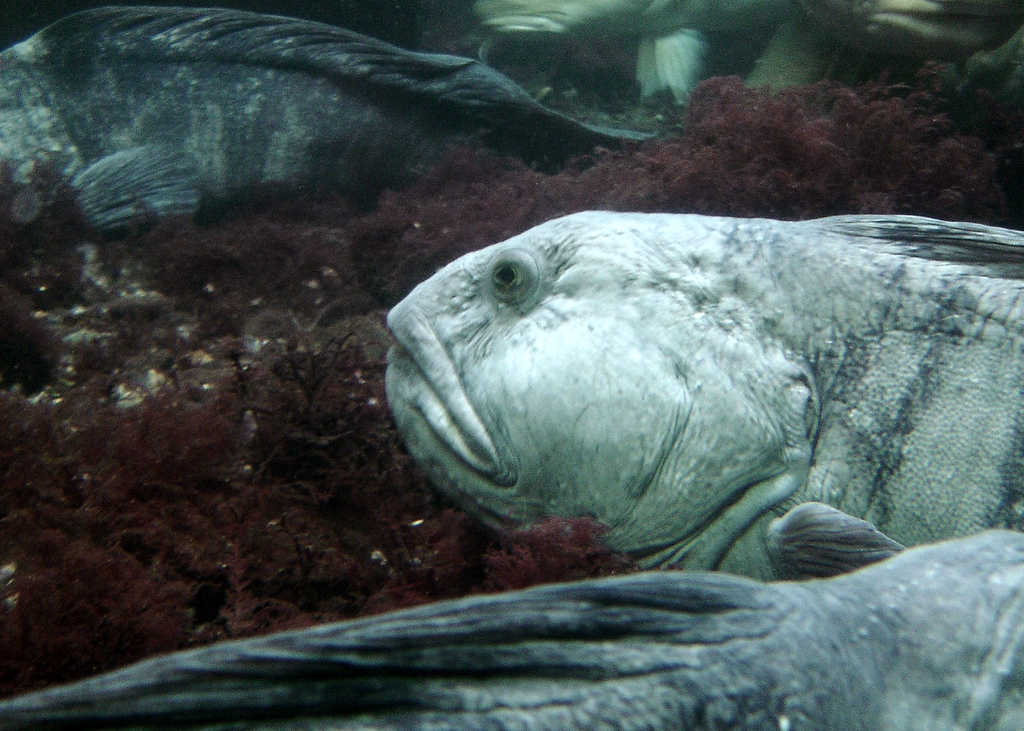
Vista del cap
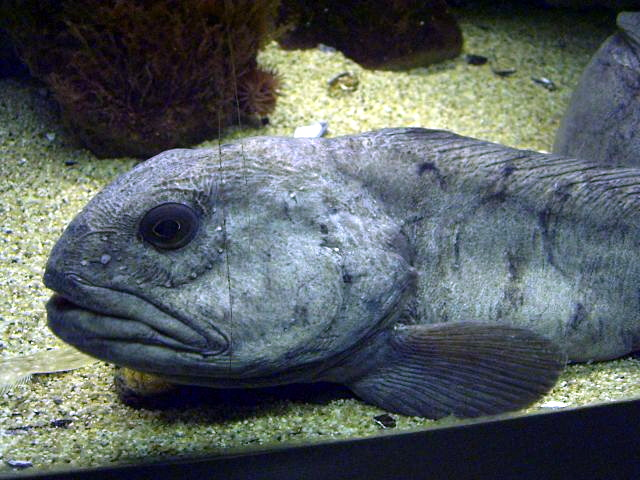
Peix llop sobre la sorra d'un aquàrium
Crani provinent del Quebec (el Canadà)
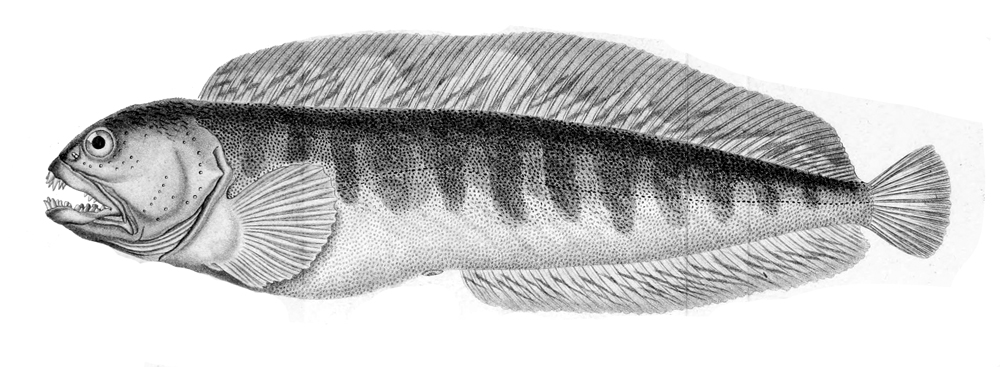
Il·lustració del 1828
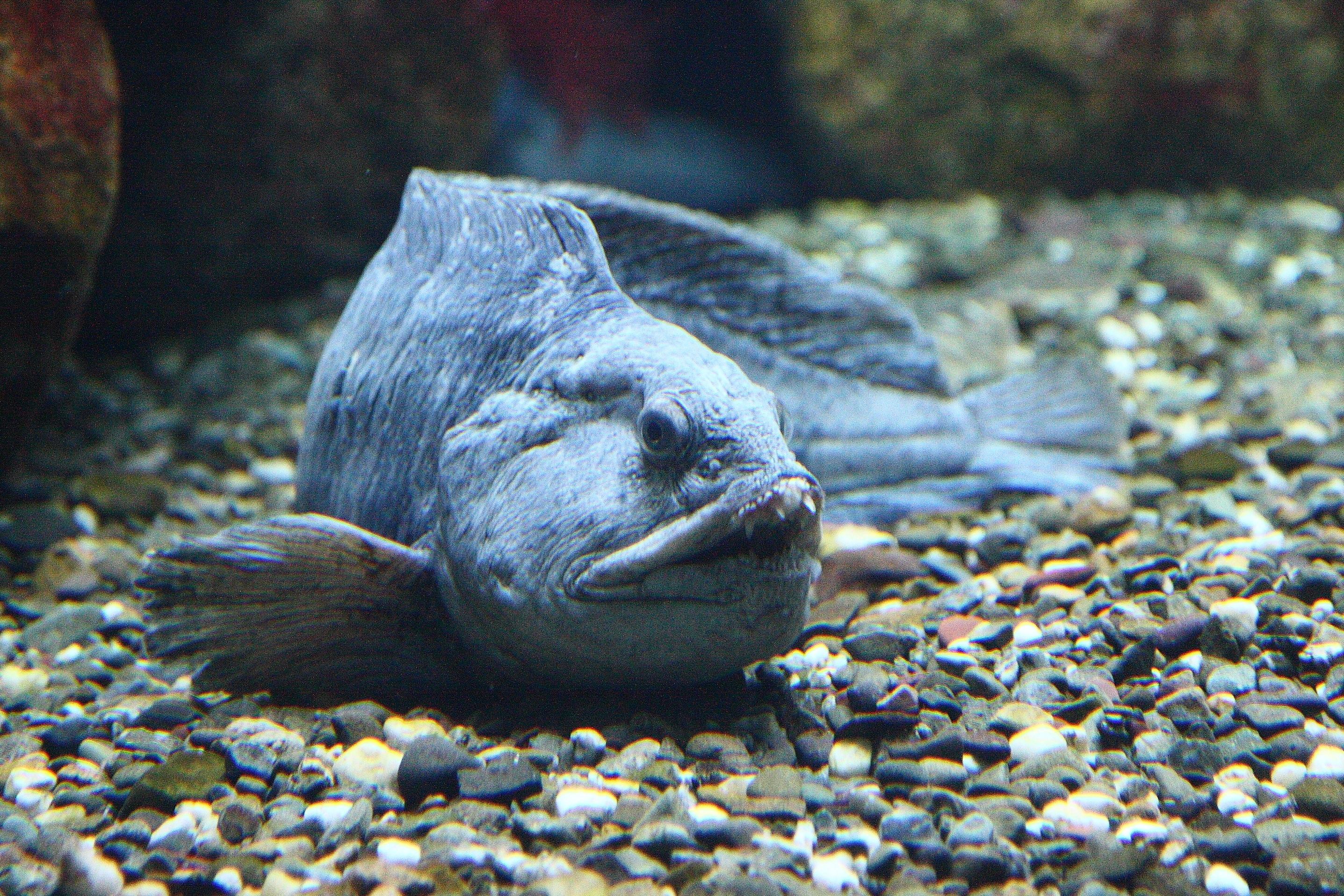
Vista frontal d'un peix llop a l'aquàrium del Québec
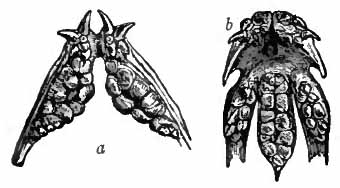
Dibuix del 1911 mostrant les dents de les mandíbules inferior i superior del peix llop
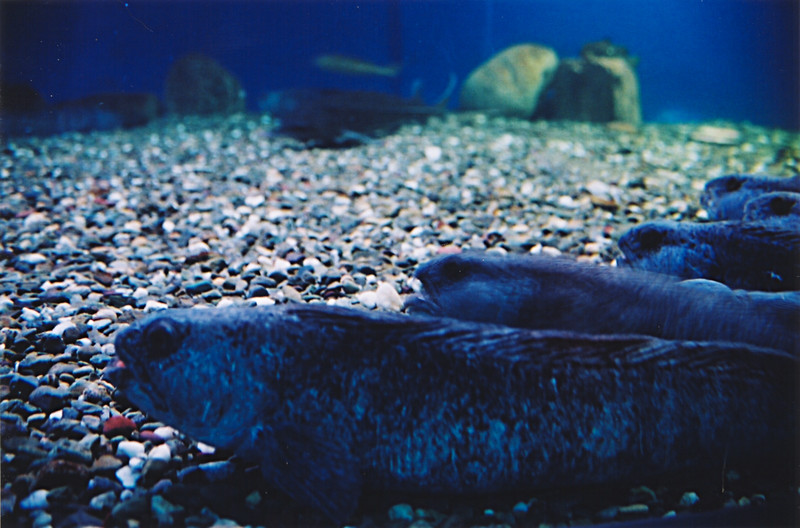
Grup de peixos llop a l'aquàrium del Québec